# Георгиева, Любовь Александровна
Любовь Александровна Георгиева (23 июля 1937—1993) — советский монтажёр, занималась монтажом мультфильмов.

## Биография
С 1956 по 1957 год работала в Проектном институте «Гипротеатр». С 1957 года начала работать монтажёром на киностудии «Союзмультфильм», где проработала до 1978 года. Параллельно с работой, начиная с 1961 года училась во ВГИКе на заочном отделении экономического факультета, которое закончила в 1966 году. После работы на «Союзмультфильме» перешла на работу в творческое объединение «Экран», в студию «Мульттелефильм». Умерла в 1993 году.

## Фильмография
- Наргис (1965)
- Гунан-Батор (1965)[1]
- Главный Звёздный (1966)
- Хвосты (1966)
- Гора динозавров (1967)
- Раз-два, дружно! (1967)
- Маугли (1967—1971, 5 фильмов)
- Орлёнок (1968)
- Пингвины (1968)
- Мы ищем кляксу (1969)
- Новогоднее происшествие (1970)
- В гостях у лета (1972)
- В тридесятом веке (1972)
- Зелёный кузнечик (1972)
- Куда летишь, Витар? (1972)
- Фока — на все руки дока (1972)
- Как козлик землю держал (1974)
- Футбольные звёзды (1974)
- Василиса Микулишна (1975)
- И мама меня простит (1975)
- Илья Муромец. Пролог (1975)
- Дом, который построил Джек (1976)
- Птичка Тари (1976)
- Храбрец-удалец (1976)
- Чудеса в решете (1978)
- Илья Муромец и Соловей-разбойник (1978)
- Вовка-тренер (1979)
- Дядюшка Ау в городе (1979)
- Трям! Здравствуйте! (1980)
- Как старик корову продавал (1980)
- Пластилиновая ворона (1981)
- Осенние корабли (1982)
- Старуха, дверь закрой! (1982)
- Удивительная бочка (1983)
- Капля (1984)
- Крылья, ноги и хвосты (1985)
- Кубик (1985)
- Следствие ведут Колобки (1986, 2 серии)
- Тайна игрушек (1987)[1]
- Ленивое платье (1987)[1]
- Любимое моё время (1987)
- Школа изящных искусств. Пейзаж с можжевельником (1987)
- Расскажите сказку, доктор (1988)
- и другие